# 鳥取県道176号若桜停車場線
鳥取県道176号若桜停車場線（とっとりけんどう176ごう わかさていしゃじょうせん）は、鳥取県八頭郡若桜町を通る一般県道である。

## 概要
八頭郡若桜町大字若桜から八頭郡若桜町大字浅井に至る。

### 路線データ
- 起点：鳥取県八頭郡若桜町大字若桜（若桜鉄道若桜線 若桜駅）
- 終点：鳥取県八頭郡若桜町大字浅井（国道29号交点）

## 地理

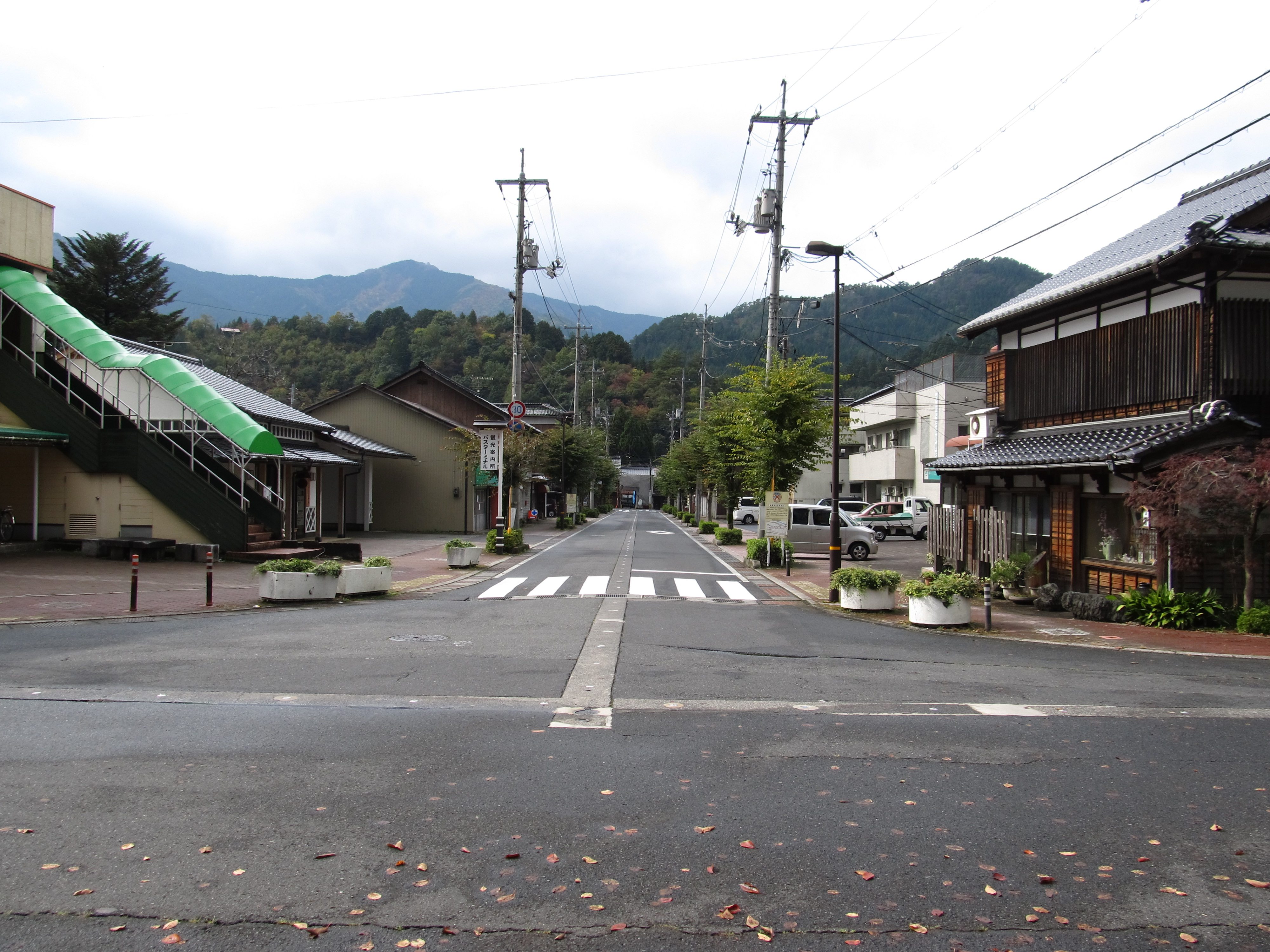
若桜鉄道若桜線 若桜駅前から南西方向を見る

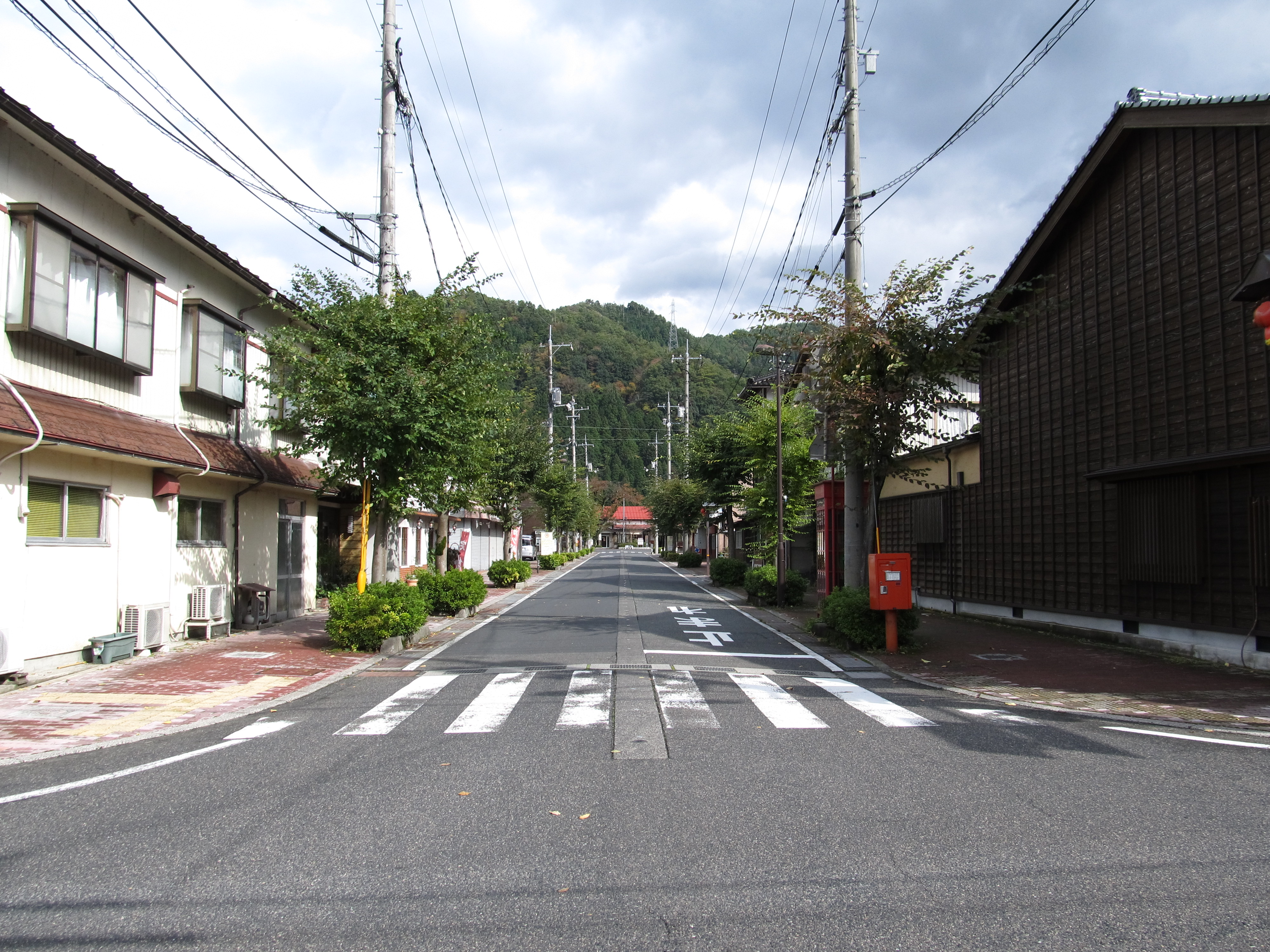
鳥取県道・兵庫県道103号若桜湯村温泉線との交点から若桜駅方面を見る

### 通過する自治体
- 鳥取県
  - 八頭郡若桜町

### 交差する道路
| 交差する道路                          | 交差する場所 | 交差する場所 |
| ------------------------------------- | ------------ | ------------ |
| 鳥取県道・兵庫県道103号若桜湯村温泉線 | 大字若桜     |              |
| 国道29号 国道482号 重複               | 大字浅井     | 終点         |

### 沿線
- 若桜鉄道若桜線 若桜駅
- 道の駅若桜
- 若桜町役場